# Вейцківський Іван Іванович

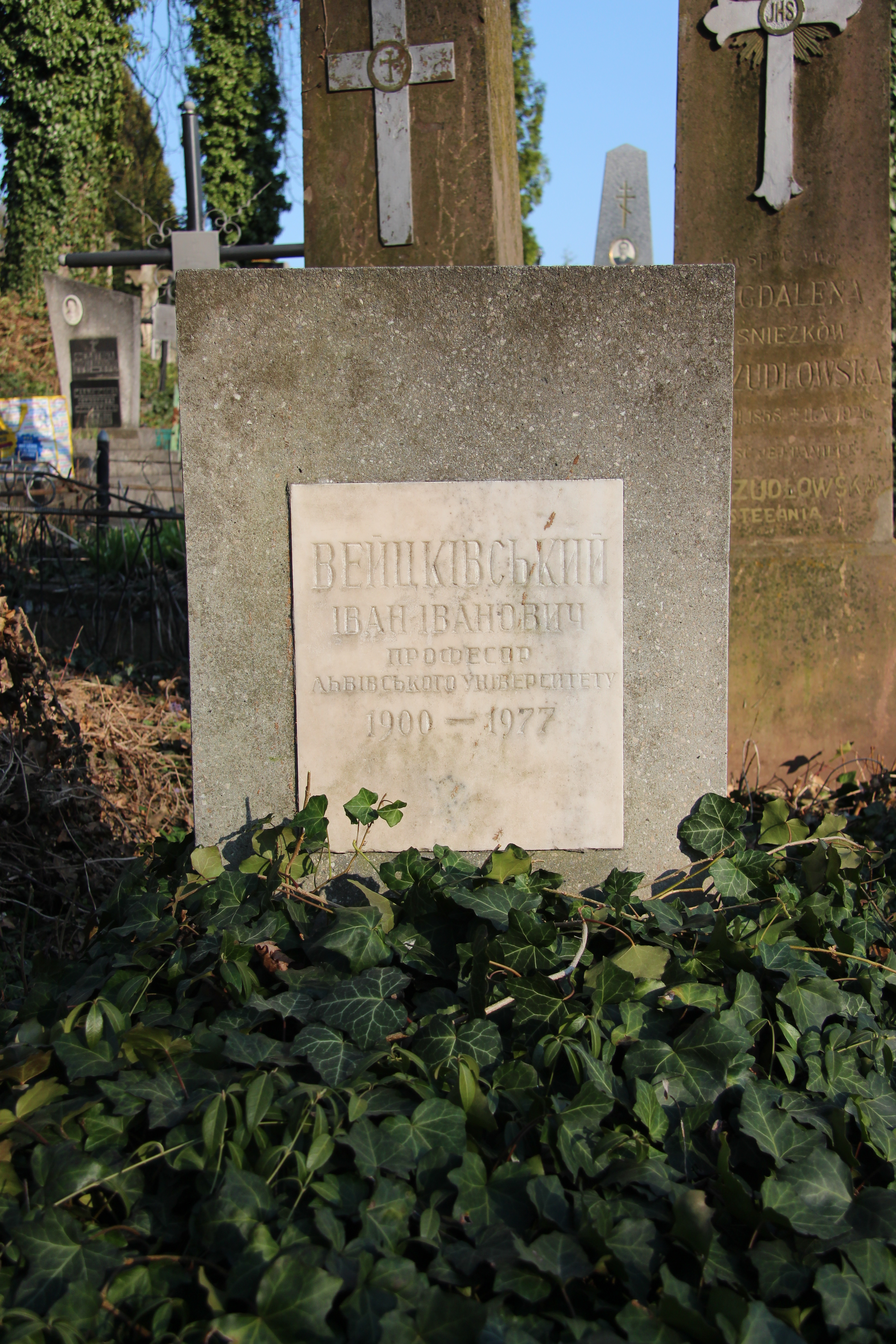

Іван Іванович Вейцківський (12 березня 1900, Черкаси — 2 листопада 1977, Львів) — радянський історик, дослідник історії античного
світу, античного джерелознавства та історіографії, історії міжнародних відносин в епоху стародавнього світу, доктор історичних наук (1961), професор (1962).

## Біографія
Народився в місті Черкасах в сім'ї робітника. Закінчив гімназію. Продовжував вивчати історію, мову і літературу. В 1932 році закінчив Педагогічний інститут в місті Енгельсі. В 1934–1937 роках навчався в аспірантурі в Московському інституті історії, філософії та літератури. В 1937 році в Московському університеті захистив кандидатську дисертацію «Повстання рабів в Італії та Сицилії у ІІ—І ст. до н. е.».
З 1937 року на викладацькій роботі у вузах Москви, Саратова. З 1944 року у Львівському університеті. В 1949–1971 роках — завідувач кафедри історії стародавнього світу Львівського університету, від 1971 року — її професор. У 1960 році у Львові захистив докторську дисертацію «Західне Середземномор'я у ІІІ ст. до н. е. (До історії міжнародних відносин в античному світі. 282–219 рр. до н. е.)».
Монографія «Зовнішня політика країн Західного Середземномор'я в 264–219 роках до н. е.» була високо оцінена науковою громадськістю. Вейцківський — автор багатьох наукових праць, низки статей в УРЕ та інших наукових виданнях.
Помер 2 листопада 1977 року у Львові. Похований на 50 полі Личаківського цвинтаря.